# Tourbières de l'Herrétang
Les tourbières de l'Herrétang ou marais de l'Herretang sont des tourbières alcalines situées dans la plaine du Saint-Laurent du Pont , dans le département de l'Isère et la région Auvergne Rhône Alpes. C'est un espace naturel de 205 ha, situé entre 388 et 419 mètres d'altitude et répartit entre les communes de Saint Laurent du Pont et de Saint Joseph de Rivière. Bordées à l'Ouest par le chaînon du Ratz et le canal de l'Herretang, à l'Est par le massif de la Chartreuse, il s'agit de la plus grande zone humide du Parc naturel régional de Chartreuse.

## Histoire

### Une exploitation d'abord industrielle
Issu d’un lac couvrant toute la plaine il y a 11 000 ans, les zones humides de l’Herrétang ont connu d’importants aménagements à partir de 1854 avec la canalisation du ruisseau de l’Herrétang. Ces tourbières ont longtemps été exploitées de manière traditionnelle (pâture, fauche) avant qu'en 1869, la Compagnie des Fonderies, Forges et Aciéries de Saint-Étienne, engage des travaux d’extraction de la tourbe, appelée "le charbon du pauvre", pour l'utiliser comme combustible. Malgré la protestation du maire et des habitants de Saint-Joseph de Rivière contre l'extraction de la tourbe qui portait atteinte à la santé publique et aux récoltes, la compagnie continue son activité dans le marais et construit en 1880 un atelier pour faire le sécher  la tourbe. Ce n'est qu'à partir de 1895 que la Compagnie des Fonderies, Forges et Aciéries de Saint-Étienne met fin aux extractions de tourbes.
Pendant la seconde guerre mondiales, en 1942, une activité d’exploitation “reconnue d’utilité publique” est remise en place dans ce secteur, avec pour but d’alimenter les villes en combustible grâce à un arrêté préfectoral qui ordonne la réquisition de ces terrains où de nombreux jeunes qui avaient échappé au STO (Service du travail obligatoire) venaient travailler.

### De nouvelles extractions après la fin de la guerre
Après la libération de la France, la tourbe combustible représente une source d’énergie nécessaire à la reconstruction du pays. L'État lance alors une grande période d’exploitation industrielle des tourbières de l’Herretang. Entre 1947-48, les besoins en briquettes de tourbe vont diminuer et la production  de tourbe devient alors moins intense. Plusieurs techniques sont utilisés pour récolter la tourbe comme une petite fraise montée sur chenilles dans les années 1950 ou encore une pelle mécanique à partir de 1960. De 1975 à 1995, la tourbière de l'Herretang ainsi que celles du Sud-Est de la France vont être confiées diverses sociétés d'exploitation sous-traitantes comme Strechenberger, Morceli et Burlet-Parendel. Jusqu'en 1984, la pelle mécanique et le transport par wagonnet sont les principaux moyens d’extraction avant que le tracteur ne devienne le principal moyen de transport. En 1994, les terrains de la Société des Tourbières du Sud-Est sont acquis par le Conservatoire Rhône-Alpes des espaces naturels et le Conseil général de l’Isère. L’exploitation de tourbe se prolonge encore quelques années et le dernier coup de pelle est donnée en août 1996 par le dernier dernier exploitant du site, Monsieur Pinelli. Toutes ces années d'exploitation de la tourbe vont avoir des conséquences sur la géographie du site. En effet de 1940 à 1996, l'exploitation de la tourbe a façonné de nombreux plans d'eau de forme allongée.
Avec la fin de cette vocation industrielle, le site redevient un espace naturel dont la gestion en a été confiée au CEN Isère Avenir, le Conservatoire des espaces naturels de l'Isère, qui a élaboré le premier plan de gestion en 1994, puis des  travaux de réhabilitation dès 1995. En 2006, pour des raisons de simplification administrative, le Conseil général souhaite qu’il n'y ait qu'un seul propriétaire : le Département. Le Conservatoire, lui, conserve tout de même la gestion du site.

## Patrimoine naturel

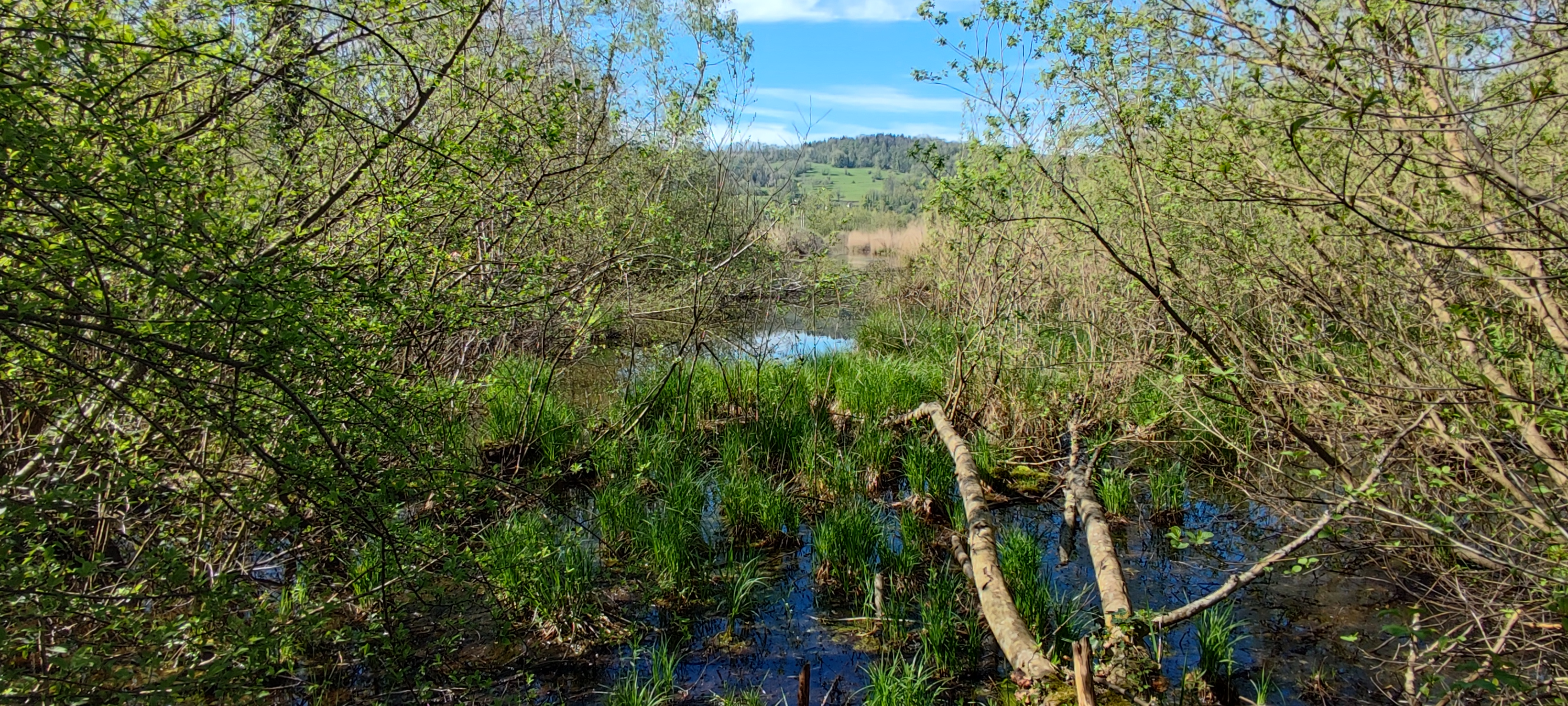
Point d'eau au sein de l'Herretang

Les tourbières de l'Herretang possède une mosaïque de milieux remarquables, comme les prairies humides, les roselières ainsi que de nombreux  habitats naturels reconnus à l’échelle européenne en raison de leur vulnérabilité ou de leur rareté,. Les marais abritent de nombreuses plantes protégées et forment un habitat remarquable pour de nombreuses espèces animales.

### Faune
La faune y est représentée par de nombreuses espèces d'oiseaux (dont le rousserolle verderolle ou la fauvette à tête noire), de mammifères (la chauve souris, le lièvre), d'amphibiens (notamment des crapauds, des grenouilles, des tritons alpestres et des tritons palmés), de reptiles, de poissons, d'odonates (l'aesche isocèle ou la cordulie à taches jaunes par exemple), de lépidoptères, de coléoptères ou encore d'orthoptères.

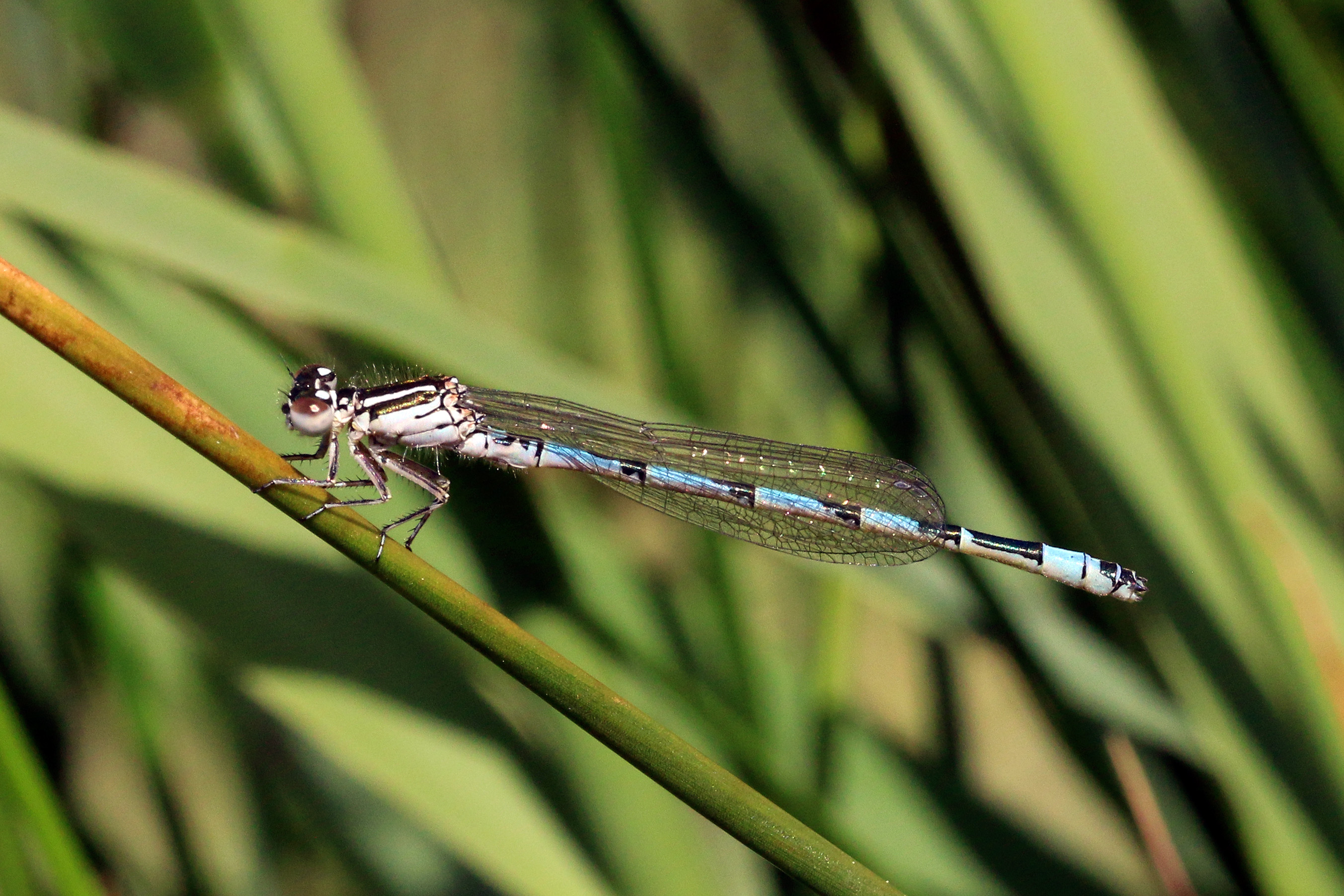
Agrion de Mercure

Le site Natura 2000 « Marais tourbières de l’Herrétang » accueillent de nombreuses espèces patrimoniales, notamment l’Agrion de Mercure (demoiselle) et le Cuivré des marais (papillon), deux espèces d’intérêt communautaire.

### Flore

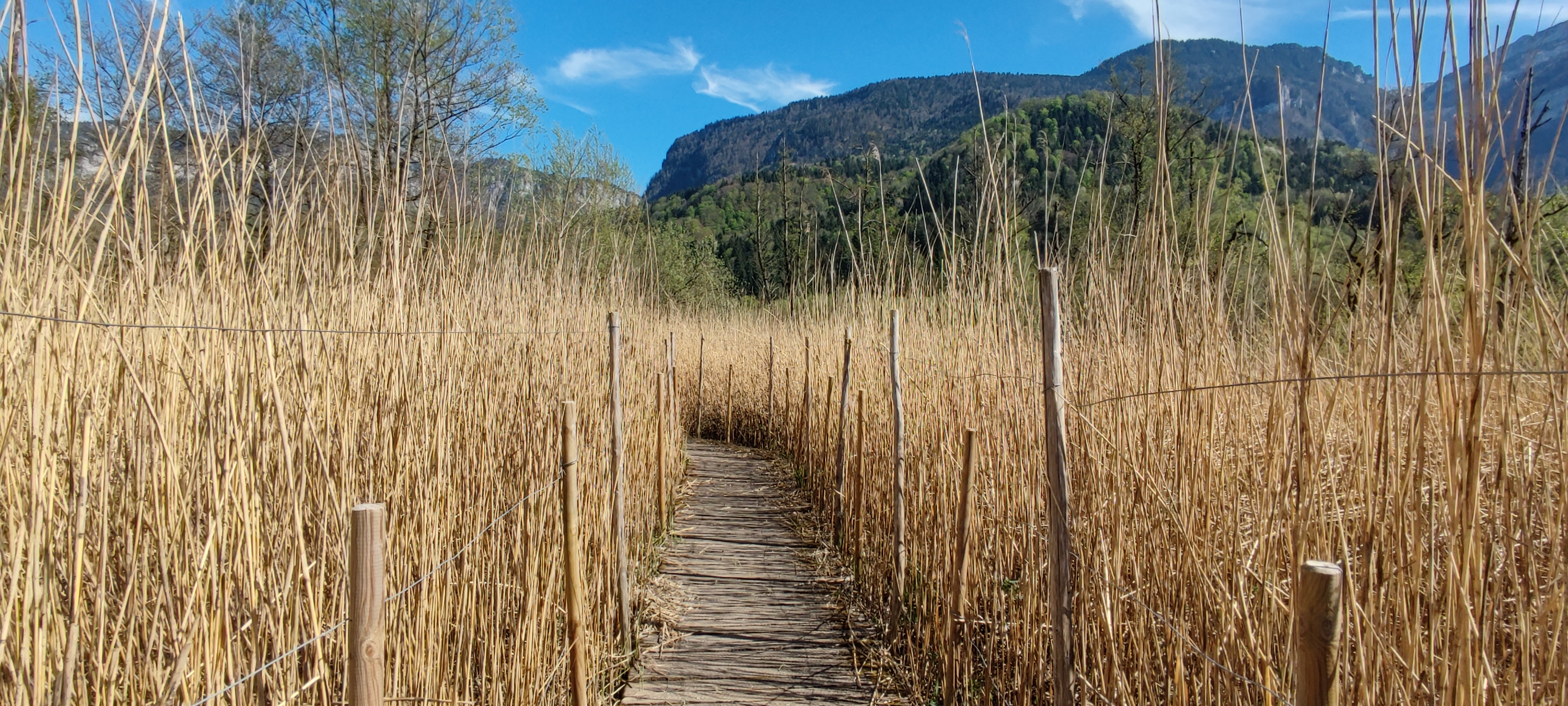
Le parcours de l'Herretang prend place au milieu de la végétation et de la biodiversité

Sur le site de l'Herretang, on trouve de nombreuses espèces de plantes, dont certaines sont protégées. On peut par exemple citer la fougère des marais, le peucédan des marais, le séneçon des marais, la petite utriculaire, la gagée jaune, l'inule de Suisse ou encore la liparis de Loesel.
Les marais de l'Herretang sont des milieux également favorables au développement des champignons. Lors du premier inventaire du site entre 2000 et 2001, 238 espèces ont été recensées dont 30 % sont considérées comme rares ou d'intérêt patrimonial. On peut retrouver des espèces de champignons comme la russule des aulnes, le mycène de Kauffman ou la panelle striée qui sont tous les 3 considérés comme d'intérêt patrimonial.

## Tourisme
Depuis 1999, le site de l'Herretang est ouvert au public et comptait environ quelques milliers de visiteurs par mois entre 2001 et 2006.

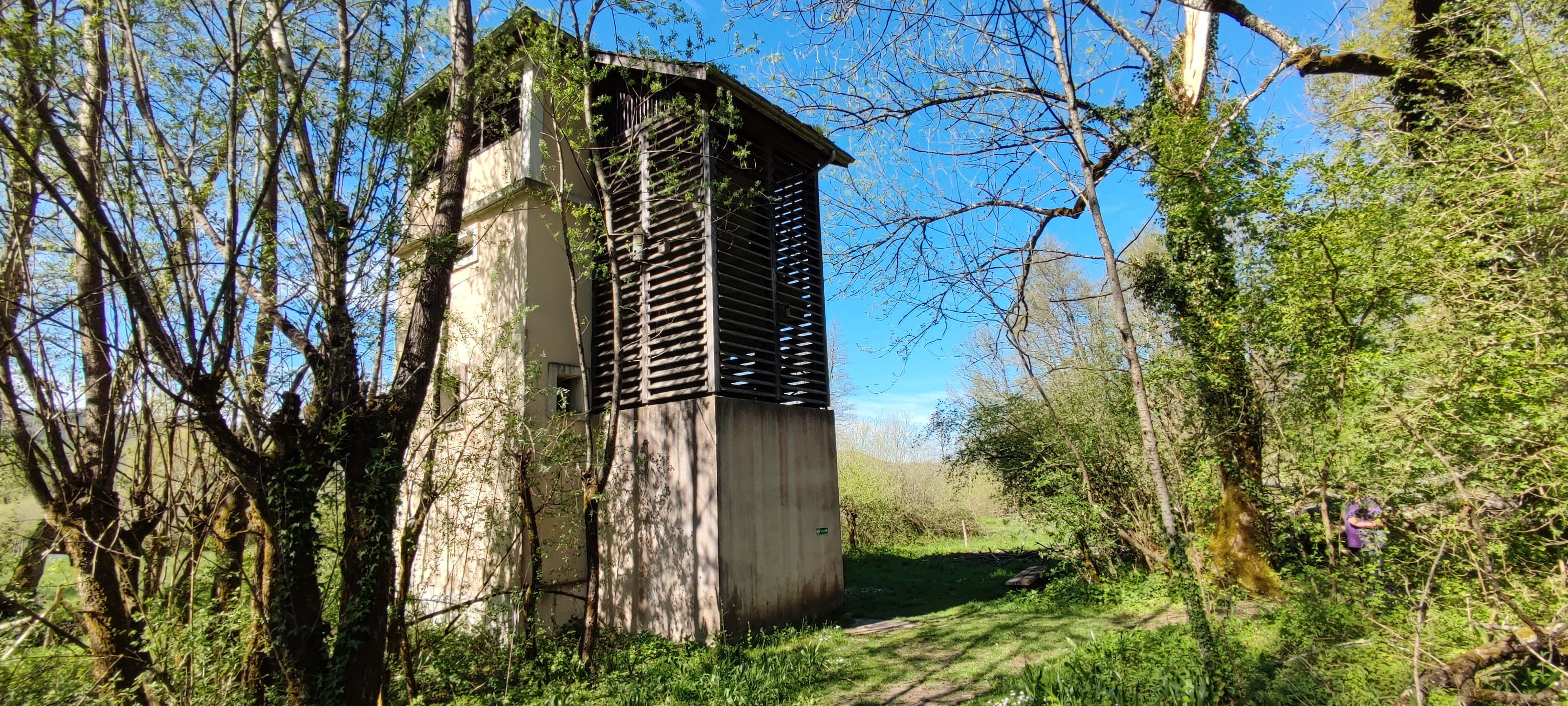
L'ancien transformateur EDF qui sert aujourd'hui d'observatoire

Un parcours de découverte d'environ 3,5 km jalonné d’aménagements pédagogiques permet de faire le tour du secteur Herrétang. Il est composé de sentiers enherbés, dans les parties les plus sèches et ensoleillées, et de copeaux, de passages de clôture, de palissades d'observation et de mobiliers pédagogiques. On peut également trouver un observatoire, aménagé en 1997 dans un ancien transformateur EDF, qui permet d’avoir une vision panoramique du site englobant les plans d’eau.
Des visites gratuites encadrées par des animateurs nature du Conseil général ont été mis en place et ont été un plus pour le tourisme sur le site ce qui a permis d'augmenter le nombre de visiteurs qui peuvent donc avoir accès à une information de qualité faite par des personnes qualifiées.